# Taro och Jiro

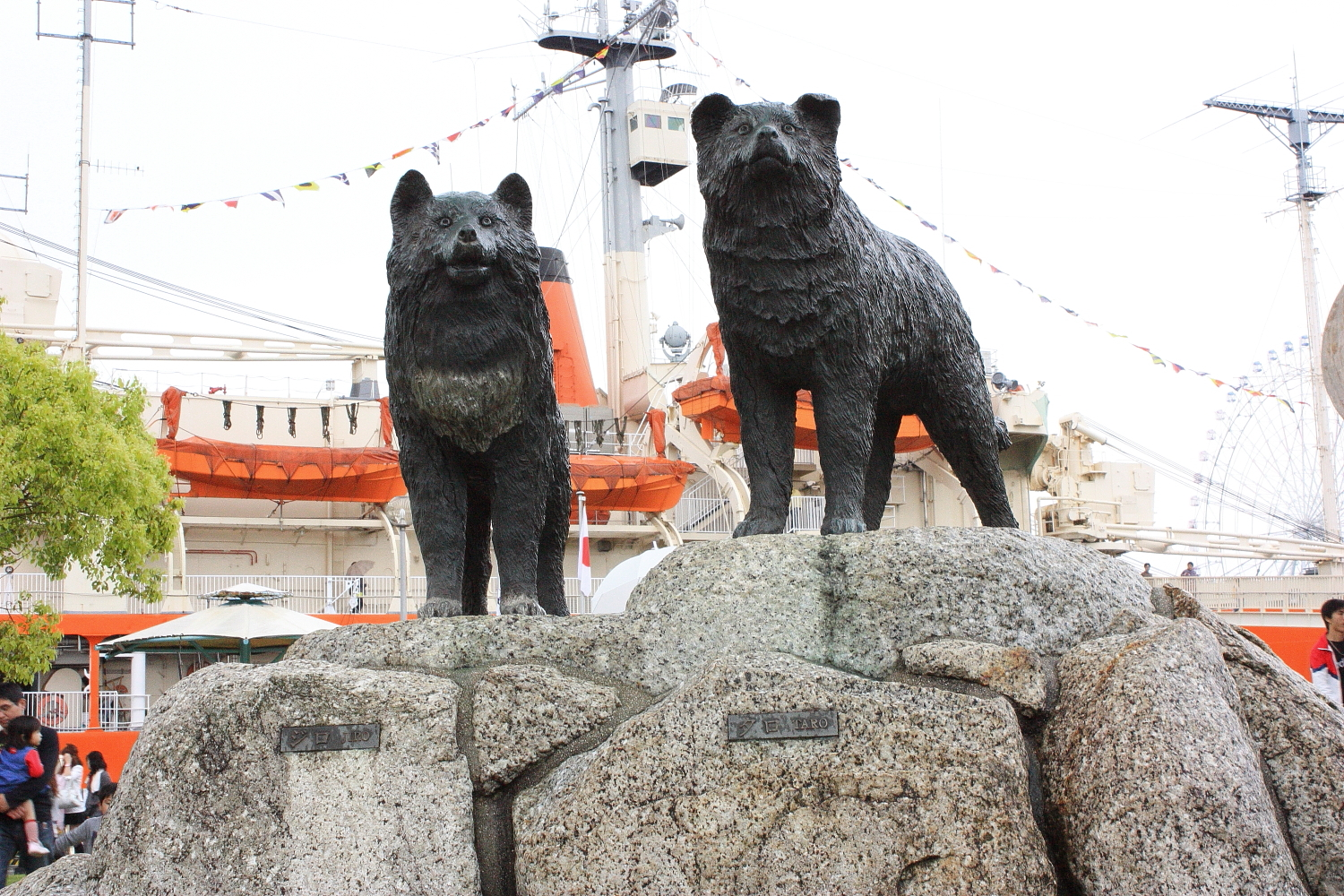
Minnesmärke över Taro och Jiro i Nagoya.

Taro och Jiro var två slädhundar av rasen Karafuto ken, som har sitt ursprung på ön Sachalin, som överlevde ett år i Antarktis efter att ha lämnats kvar på den japanska forskningsstationen Syowa när forskarna evakuerades av isbrytaren Sōya år 1958.
När Sōya återvände till Syowa året efter fann de att två av hundarna, Taro och Jiro, hade överlevt vintern på egen hand. Sex av de femton hundar som hade lämnats kvar hade rymt och sju var fortfarande fastkedjade men hade dött.

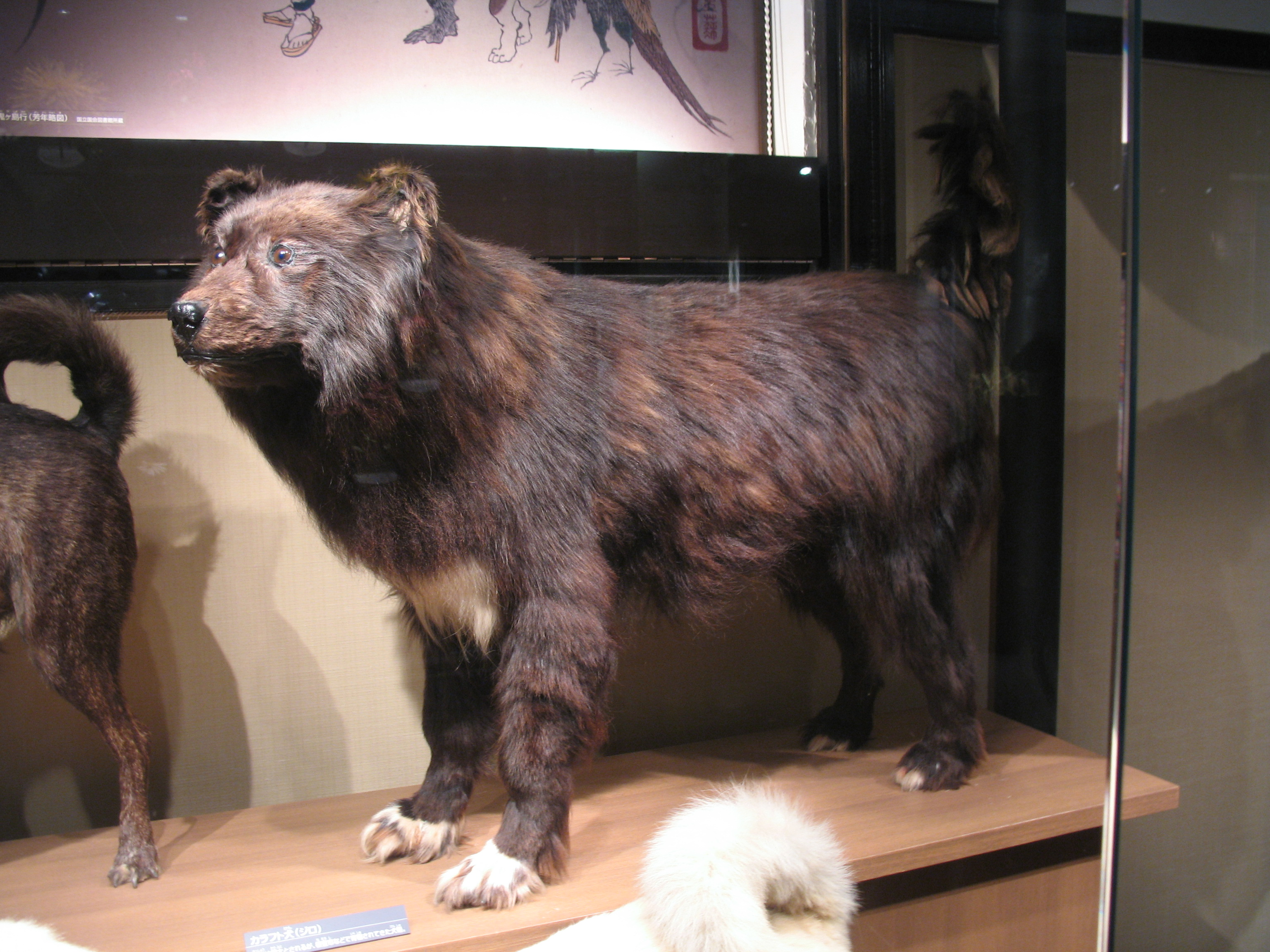
Jiro utställd på
National Museum of Nature and Science i Tokyo.

Jiro stannade kvar som slädhund i Antarktis och avled där år 1960. Hans kvarlevor stoppades upp och ställdes ut på National Museum of Nature and Science i Tokyo. Taro flyttade till  Sapporo och Hokkaido universitet där han levde till sin död år 1970. Hans uppstoppade kropp är utställd på universitetets museum.
Ett minnesmärke har rest över Jiro och Taro framför museifartyget Fuji i Nagoyas hamn och framför National Institute of Polar Researchs huvudkontor i Tokyo finns skulpturer av alla femton hundar.
Hundarnas historia har varit inspiration till två filmer, den japanska Antarctica från 1983, och den amerikanska Eight Below från 2006.